# Иван Чуков
Иван Христов Чуков е български партизанин, офицер, генерал-майор.

## Биография
Роден е през 1911 година в Борисовград в семейството на изселник от костурското село Осничани. Братовчед е на комунистическия функционер Сребрин Чуков. Член на Българската работническа партия от 1933 година. По време на Втората световна война е партизанин в Партизанска дружина „Райчо Кирков“. След Деветосептемврийския преврат в 1944 година, постъпва на работа като секретар на Окръжния комитет на БКП в Първомай. Работил е в Централния комитет на БКП и в Министерството на вътрешните работи. От февруари 1951 г. е началник на отдел XIV (картотека и архив). Началник е на поделение 0789 ВИ-МВР, отделение „Въдворяване и изселване“, в Държавна сигурност, заместник-началник на управление Кадри-МВР през 60-те години. Достига до звание генерал-майор през 1969 година.
Автор на мемоари, озаглавени „Ятаци. Спомени“, издадени в София от издателство „Народна младеж“ в 1970 година.